# Globba unifolia
Globba unifolia är en enhjärtbladig växtart som beskrevs av Henry Nicholas Ridley. Globba unifolia ingår i släktet Globba och familjen Zingiberaceae. Inga underarter finns listade i Catalogue of Life.